# Badestuben in Leipzig
Die Badestuben in Leipzig (auch Badehäuser) dienten wie in allen Städten im Mittelalter und der frühen Neuzeit als öffentliche Einrichtungen nicht nur der Körperpflege, sondern auch der medizinischen Behandlung und waren gesellschaftliche Treffpunkte.

## Geschichte
Obwohl nur wenige Badestuben für Leipzig dokumentiert sind, müssen sie doch zumindest so zahlreich gewesen sein, dass die Leipziger Bader und Barbiere spätestens seit dem 15. Jahrhundert in einer Innung organisiert waren.
Die älteste Kunde von einer Badestube in Leipzig datiert von 1301, als Johann Auriga diese dem Thomaskloster schenkte. Sie lag vor der Stadt gegenüber dem Thomaspförtchen am Pleißemühlgraben. Weil sie ganz aus Ziegeln errichtet war, hieß sie auch Ziegelstube. Über Verkäufe kam sie an den Ratsherrn Wilhelm Krämer und über die Stadt 1624 an Friedrich Werner und 1642 an Hans Breitenfeld. Da das Gebäude im Dreißigjährigen Krieg zerstört wurde, trennte Breitenfeld die Konzession von der Immobilie und verlegte die Badestube zunächst ans östliche Ende des Brühl, etwa der späteren Stelle des Georgenhauses. Als er 1645 das Haus Burgstraße 16 erwarb, kam die Baderei hierher. Dieses Haus hieß fortan „Thomas-Baderei“. Der letzte Thomas-Bader starb 1724 und die Baderei ging langsam ein. Es blieb der Name „Alte Baderei“, der für das Haus noch im Adressbuch von 1839 aufgeführt ist.
1558 ließ der Rat der Stadt durch Hieronymus Lotter (1497–1580) in der Nähe des Ranstädter Tores vor der Ecke zur Großen Fleischergasse eine Badestube erbauen. Benannt nach dem Tor hieß sie Rannische Badestube. Diese wurde erst 1825 abgerissen, als hier 1826/1832 durch Albert Geutebrück (1801–1868) das klassizistische Gebäude des Großen Blumenbergs errichtet wurde.
Eine weitere Badestube wird 1587 als St. Katharinen-Badestube erwähnt. Sie lag am Brühl in der späteren Hausnummer 23 gegenüber der Einmündung der Katharinenstraße, an der bis 1546 die Katharinenkapelle stand. Später stand an der Stelle der Badestube der Plauensche Hof.
Zu Beginn des 19. Jahrhunderts entstand in Reichels Garten ein mehrstöckiges Badehaus mit achteckigem Grundriss, der Petersbrunnen.
Während in Badestuben mitunter recht lockere Sitten herrschten, bescheinigt Karl Grosse 1839 in seiner Geschichte der Stadt Leipzig nicht unbedingt schmeichelhaft den Leipzigern höhere Sittenhaftigkeit, indem er bezogen auf die Badestuben schreibt: „Dagegen scheint Leipzig doch in seinen Sitten zu einfältiglich gewesen zu sein!“
Mit der Verbesserung der medizinischen Versorgung verloren die Badestuben einen Teil ihrer Aufgaben. Es blieb vor allem die Körperreinigung für die unteren Schichten der Bevölkerung, wofür ab Mitte des 19. Jahrhunderts größere Wannen- und Brausebäder entstanden, wie zum Beispiel in Leipzig das Sophien- und das Dianabad, gekoppelt mit Schwimmbassins, sowie die städtischen Volksbäder.